# Флаг Чесменского района
Флаг Че́сменского муниципального района — официальный символ Чесменского муниципального района Челябинской области Российской Федерации. Учреждён 3 декабря 2002 года.

## Описание
«Флаг Чесменского района представляет собой прямоугольное синее полотнище с соотношением ширины к длине 2:3, окаймлённое с трёх сторон шестью полосами белого и синего цветов попеременно; ширина каждой из окаймляющих полос составляет 1/30 ширины полотнища, и несущее посередине жёлтое изображение хлебного снопа, составляющего 1/2 ширины полотнища. Вдоль древка, во всю ширину полотнища, расположена вогнутая зелёная полоса, ограниченная жёлтой цепью; ширина зелёной полосы колеблется от 1/5 до 2/5 длины полотнища».

## Обоснование символики
В основу композиции флага муниципального образования «Чесменский район» положено историческое сражение между русскими и турецкими эскадрами в Эгейском море во время русско-турецкой войны 1768—74 годов, коренным образом изменившее соотношение морских сил в пользу России, и получившего название Чесменского сражения, в честь которого и назван районный центр — Чесма.
Под командованием адмирала Г. А. Спиридова русская эскадра 24 июня (5 июля) 1770 года в Хиосском проливе нанесла сокрушительный удар по турецкой эскадре, вынужденной отступить в Чесменскую бухту Средиземного моря. Турецкая эскадра была блокирована в бухте и в ночь на 26 июня (7 июля) 1770 года уничтожена.
Граф Алексей Григорьевич Орлов (1737—1807), русский военный и государственный деятель, разработавший план экспедиции против Турции в Средиземном море, принёсшей победу русскому флоту, указом Екатерины II получил право присоединять к своей фамилии наименование Чесменский.
Главной фигурой флага является геральдическая фигура — внутренняя тройная кайма — особое отличительное украшение флага, дарованное флагу за какие-либо заслуги.
Тройная кайма, или гюйс, впоследствии введённая в матросский форму (синий воротник с тремя белыми полосками), означает три самых знаменитых морских сражения. В русском флоте белые полоски гюйса символизируют победы русских моряков при Гангуте (1714), Чесме (1770), и Синопе (1853).
Белый цвет (серебро) в геральдике — символ веры, чистоты, искренности, чистосердечности, благородства, откровенности и невинности.
Синий цвет (лазурь) в геральдике — символ чести, славы, преданности, постоянства, истины, красоты и добродетели.
Якорная цепь — символ единства и мощи, сплочённости и победы, братства и движения, аллегорически соединяет прошлое, настоящее и будущее.
Сноп показывает Чесменский район как один из важнейших районов уральской житницы — почти 90 % его территории занято сельскохозяйственными угодьями.
Жёлтый цвет (золото) в геральдике — символ богатства, славы, справедливости, уважения, великодушия.
Зелёная часть полотнища дополняет символику флага и показывает, что в этом степном уголке есть уникальный памятник природы — горно-лесной островной бор, что покрыл вечнозелёным нарядом скалистое урочище «Чёрный бор».
Зелёный цвет в геральдике символизирует жизнь, изобилие, возрождение.